# Herceghalom
Herceghalom là một thị trấn thuộc hạt Pest, Hungary. Thị trấn này có diện tích 7,34 km², dân số năm 2010 là 1977 người, mật độ 269 người/km².